# Sidgwick & Jackson
 (mai 2024).
Si vous disposez d'ouvrages ou d'articles de référence ou si vous connaissez des sites web de qualité traitant du thème abordé ici, merci de compléter l'article en donnant les références utiles à sa vérifiabilité et en les liant à la section « Notes et références ».
Sidgwick & Jackson est une maison d'édition britannique fondée en 1908 à Londres. Le nom est à présent celui d'une collection de l'éditeur Pan Macmillan.
Cette marque est propriété du Georg von Holtzbrinck Publishing Group.